# AutoGyro Calidus
O Calidus é um autogiro fabricado na Alemanha pela empresa AutoGyro GmbH de Hildesheim. A aeronave e suprida completa como uma aeronave-pronta-para-voar.
O Calidus foi aprovado para uso no Reino Unido em 2010 em uma forma modificada denominada como RotorSport UK Calidus.